# غريغ كونورز
غريغ كونورز (بالإنجليزية: Greg Connors)‏ هو كاتب أغاني ومغني ومغن مؤلف أمريكي، ولد في 30 ديسمبر 1969.

## وصلات خارجية
- الموقع الرسمي